# Pavel Buráň
Pavel Buráň (Brno, 25 d'abril de 1973) va ser un ciclista txec que s'especialitzà en la pista. Va guanyar 3 medalles als Campionats del Món.

## Palmarès
- 2001
  -  Campió d'Europa en Òmnium Sprint

### Resultats a laCopa del Món en pista
- 1997
  - 1r a Atenes, en Keirin
- 2001
  - 1r a la Classificació general i a la prova de Szczecin, en Keirin
- 2002
  - 1r a la Classificació general i a la prova de Szczecin, en Keirin